# الموسيقى والصمت (رواية)
الموسيقى والصمت (بالإنجليزية: Music and Silence) هي رواية للكاتبة الإنجليزية روز تريمين، نشرت عام 1999، عن دار نشر تشاتو آند ويندوس.